# Levy Frauenfelder
Levy Frauenfelder (Oss, 18 juni 2001) is een Nederlandse darter die actief is op toernooien van de Professional Darts Corporation. Eerder was hij actief onder de koepel van de World Darts Federation. 

## Carrière

### WDF
Frauenfelder was in het seizoen 2014-2015 de Rankingkampioen bij de aspiranten van de Nederlandse Dartbond en wist in diezelfde categorie ook de Dutch Open Darts te winnen. Evenals het Frankrijk Open, bij de junioren.
In 2016, 2017 en 2018 wist Frauenfelder in respectievelijk Boedapest, Malmö en Ankara de onderdelen Boys Teams en Overall te winnen op de WDF Europe Youth Cup. In 2016 deed hij dit samen met onder andere Maikel Verberk en Justin van Tergouw.
In 2018 stond hij in de finale van de Finder Darts Masters Youth. Daarin werd hij verslagen door Keane Barry.
Op het Dutch Open wist hij in 2025 de ronde van de laatste 16 spelers te bereiken.

### PDC
Sinds 2018 speelde Frauenfelder de toernooien die deel uitmaken van de Development Tour. Sinds 2019 nam hij ook deel aan de Challenge Tour.

In 2017 nam Frauenfelder deel aan het JDC WK. In 2018 en 2020 nam hij deel aan het PDC WK voor de jeugd, het PDC World Youth Championship. Hij kwam hierbij echter geen enkele keer de groepsfase door.
Op 23 juni 2024 behaalde Frauenfelder de finale van Development Tour 15, waarin Sebastian Białecki met een uitslag van 5-4 aan hem voorbijging. In oktober van dat jaar won hij in de groepsfase van het PDC World Youth Championship alle drie zijn partijen. Daarna werd hij uitgeschakeld door Dylan Slevin.
Frauenfelder behaalde in februari 2025 de finale van Development Tour 02 door onder meer Danny Jansen en Sebastian Białecki te verslaan. Beau Greaves greep de titel.

## Resultaten op wereldkampioenschappen

### BDO World Championship Boys
- 2016: Laatste 128 (Verloren van Conor Heneghan met 1-3)[14]
- 2017: Halve finale (Verloren van Justin van Tergouw met 3-4)[15]
- 2018: Laatste 32 (Verloren van Killian Heffernan met 1-3)[16]
- 2019: Halve finale (Verloren van Leighton Bennett met 0-3)[17]

### PDC World Youth Championship
- 2018: Groepsfase (Gewonnen van Andrew Davidson met 5-3, verloren van Christian Bunse met 3-5)[8]
- 2020: Groepsfase (Verloren van Moreno Blom met 2-5, verloren van Maikel Verberk met 3-5)[9]
- 2023: Groepsfase (Gewonnen van Kevin Troppmann met 5-0, verloren van Jack Vincent met 3-5)
- 2024: Laatste 32 (Verloren van Dylan Slevin met 2-6)

## Trivia
- Frauenfelder worstelt van jongs af aan met darteritus.[1] Anno 2021 was zijn problematiek nog niet verholpen.[18]